# Курея (река)
Курея́ — река в Псковской области России, левый приток Плюсса, протекает по территории Струго-Красненского и Плюсского районов. Длина — 80 км, площадь водосборного бассейна — 478 км². Исток реки находится в болоте Гладкий Мох на высоте около 150 м над уровнем моря в южной части Лужской возвышенности. Впадает в Плюссу на высоте 49 м над уровнем моря около деревни Курея.

## Притоки
- Справа впадает Пикалевка[8];
- Справа впадает Шаркун[9];
- Слева впадает Осотня[9];
- В 54 км от устья слева впадает Исаковка[4];
- Справа впадает Крутой[9];
- Справа впадает Лососный[9];
- В 37 км от устья слева впадает Губинка[4];
- Слева впадает Шаруха[10];
- Слева впадает Скородня[10];
- В 6,2 км от устья справа впадает Котяшка[4];
- В 3 км от устья слева впадает Лонка[4].

## Данные водного реестра
По данным государственного водного реестра России относится к Балтийскому бассейновому округу, водохозяйственный участок реки — Нарва. Относится к речному бассейну реки Нарва (российская часть бассейна).
Код водного объекта в государственном водном реестре — 01030000412102000026765.